# تیومارگاریتا مگنیفیکا
تیومارگاریتا مگنیفیکا (Candidatus Thiomargarita magnifica) گونه ای از گاماپروتئوباکتری‌های اکسیدکننده گوگرد است که اولین‌بار در حال رشد بر روی برگ‌های جداشده کرناهای قرمز زیرآب در مجمع‌الجزایر گوادلوپ در آنتیل کوچک یافت شد. این باکتری رشته‌ای مانند، بزرگ‌ترین گونه شناخته شده باکتری با طول میانگین ۱۰ میلی‌متر که حتی در برخی موارد به ۲۰ میلی‌متر (۰٫۷۹ اینچ) نیز می‌رسد، می‌باشد. اندازه بزرگ این باکتری باعث شده که چشم غیرمسلح انسان نیز قادر به دیدن آن باشد.

## کشف
این باکتری در آغاز در اوایل دهه ۲۰۱۰ توسط الیویه گروس از دانشگاه آنتیل فرانسه واقع در پوئنت-ا-پیتر کشف شد، اما در ابتدا مورد توجه گروس قرار نگرفت زیرا او تصور می‌کرد که کشف او گونه ای از قارچ باشد؛ شناسایی این ارگانیسم به عنوان یک باکتری و نه یک قارچ و نیز ویژگی‌های غیرمعمول آن، پنج سال از وقت گروس و دانشمندان دیگر و همچنین چندین سال تلاش ژان-ماری ولاند، دانشجوی ارشد تحت نظر گروس، را گرفت. این باکتری در نهایت در سال ۲۰۲۲ معرفی شد.

### نام
در لاتین، تیومارگاریتا به معنای مروارید گوگردی می‌باشد که این نام به ظاهر این سلول‌ها برمی گردد. آنها حاوی گرانول‌های گوگردی میکروسکوپی بوده که باعث تابش نور شده و به سلول‌ها ظاهری مرواریدمانند می‌دهد. واژه مگنیفیکا به معنای «باشکوه و عظمت» می‌باشد و توسط محققی به نام سیلوینا گونزالس ریزو که در نهایت تیومارگاریتا مگنیفیکا را به عنوان یک باکتری شناسایی نمود، انتخاب شد.

## ساختار
در باکتری‌ها، هم موادغذایی و هم مواد زائد حاصل از متابولیسم، از طریق انتشار منتقل می‌شوند، که موجب ایجاد محدودیتی برای اندازه این ارگانیسم‌ها می‌شود. سلول‌های باکتری گوگردی بزرگ به نام تیومارگاریتا نامیبینسیس که در سال ۱۹۹۹ کشف شد، حاوی کیسه ای بزرگ (واکوئل) پرشده با آب و نیترات هستند که سیتوپلاسم را به لایه ای نازک بین این واکوئل و غشاء سلول تبدیل کرده پس مواد برای انتشار فاصله ای کوچک را باید طی کنند. تیومارگاریتا مگنیفیکا نیز دارای چنین واکوئلی است که اکثر حجم سلول (۶۵ تا ۸۰ درصد) را اشغال کرده و سیتوپلاسم را به سمت سطح سلول هدایت می‌کند (ضخامت سیتوپلاسم در بازه ۱٫۸ تا ۴٫۸ میکرون متغیر می‌باشد).
اندازه این باکتری و پلی پلوئیدی بودن آن تا اندازه ای توسط ژنومش قابل فهم است، ژنومی که فاقد ژن‌های معمول باکتریایی جهت تقسیم سلولی می‌باشد.
سطح بیرونی این سلول، فاقد باکتری‌های اپی‌بیوتیک است؛ عدم حضور چنین باکتری‌هایی می‌تواند ناشی از تولید مواد شیمیایی فعال بیولوژیکی یا آنتی‌بیوتیک‌ها توسط تیومارگاریتا مگنیفیکا باشد.

### DNA محصور شده
نوعی کیسه یا محفظه دیگر درون این ارگانیسم حاوی DNA آن است که محققان نام این ساختارها را پپین (pepin) نامیده‌اند. این ساختار و نحوه قرارگیری بسیار متفاوت از DNA آزاد و شناور است که در اکثر دیگر باکتری‌ها یافت می‌شود. این آرایش بسیار مهم می‌باشد، زیرا این ارگانیسم را به حدواسطی بین پروکاریوت‌ها، ارگانیسم‌های اولیه تک سلولی که هسته ندارند (DNA آنها در سیتوپلاسم شناور است) و یوکاریوت‌ها که DNA ای محصور شده با غشاء هسته دارند، تبدیل می‌کند؛ بنابراین با اینکه تیومارگاریتا مگنیفیکا یک باکتری و پروکاریوت است، ولی حاوی کیسه‌های غشاداری است که DNA سلول را محصور می‌کنند.

## تولیدمثل و چرخه زندگی
مانند همه پروکاریوت‌ها، تیومارگاریتا مگنیفیکا، تولید مثل غیرجنسی دارد. با اینحال، تفاوت‌های اندکی در روش تولیدمثلی آن نسبت به سایر گونه‌های تیومارگاریتا وجود دارد. به جای تقسیم شدن به دو سلول دختری هم اندازه، چرخه زندگی آن، بصورت دوریختی یا dimorphic است. محققان فرایند تولیدمثلی خاصی مانند جوانه زنی را مشاهده کردند که در طی این فرایند، تیومارگاریتا مگنیفیکا برخی از پپین‌های خود را با سلول دختری بسیار کوچکتر از خود، به اشتراک می‌گذارد. باور بر این است که سلول دختری کوچکتر، روشی است برای پراکندگی و گسترش این باکتری در فوصل دورتر را تسهیل می‌کند.